# Reading Gaol
Il Reading Gaol è una ex prigione che si trova a Reading, nel Berkshire, in Inghilterra.

## Storia
Costruita nel 1844 sui disegni di George Gilbert Scott, dal 1916 venne utilizzata per i prigionieri nazionalisti irlandesi. Nel 1920 venne chiusa e fu poi utilizzata come base nella seconda guerra mondiale.

## Prigionieri famosi
- Roderick McLean, che aveva attentato alla vita della  regina Vittoria.
- Charles Thomas Wooldridge, ufficiale, giustiziato il 7 luglio 1896 per aver ucciso sua moglie; ispirò Wilde per la creazione di un suo racconto.
- Stacy Keach, attore, imprigionato per uso di cocaina.

Fra tutti i personaggi che destarono scalpore, il più illustre fu Oscar Wilde, poeta irlandese, rinchiuso dal novembre 1895 al maggio 1897 a causa di una condanna per atti di sodomia. Durante questi due anni scrisse il De profundis e, appena uscito, La ballata del carcere di Reading, un racconto basato sulla sua esperienza di prigionia in quel luogo. Passò parte del tempo della sua reclusione collaborando al funzionamento della biblioteca della prigione.